# Yukon (Oklahoma)
Yukon è una città degli Stati Uniti, situata nella contea di Canadian nello Stato dell'Oklahoma.

## Geografia fisica
Le coordinate geografiche della città sono 35°30′08″N 97°44′57″W (35.502255 -97.749120). Yukon ha una superficie di 66,8 km² di cui 66,7 coperti da terra e 0,1 coperti d'acqua. Le città situate nei pressi di Yukon sono: Piedmont, El Reno, Union City,  Mustang, Oklahoma City e Bethany. Yukon è situata a 393 m s.l.m.

## Società

### Evoluzione demografica
Secondo il censimento del 2000, Yukon contava 21.043 abitanti e 5.989 famiglie. La densità di popolazione era di 315,01 abitanti per chilometro quadrato. Le unità abitative erano 8.135, con una media di 121,78 per chilometro quadrato. La composizione razziale contava il 90,93% di bianchi, lo 0,36% di afroamericani, il 2,68% di nativi americani, l'1,87% di asiatici e l'1,22% di altre razze. Gli ispanici e i latini erano il 3,01% della popolazione residente. Il 62,1% delle famiglie erano coppie sposate che vivono insieme.

Il 27,7% della popolazione aveva meno di 18 anni, l'8,3% aveva tra i 18 e i 24 anni, il 29,3% aveva tra i 25 e i 44 anni, il 23,9% aveva tra i 45 e i 64 anni e il 10,7% aveva più di 65 anni. L'eta media della popolazione era di 36 anni. Per ogni 100 donne c'erano 91,2 uomini. Il reddito mediano per una famiglia era di $45.265. Gli uomini avevano un reddito di $36.516, mentre le donne di $25.014. Circa il 5,0% della popolazione e il 6,6% delle famiglie erano al di sotto della soglia di povertà.

## Amministrazione

### Gemellaggi
- Krnov